# Polichno (železniční zastávka)
Polichno je železniční zastávka, která se nachází v centrální části luhačovické místní části Polichno. Leží v km 4,574 železniční trati Újezdec u Luhačovic – Luhačovice mezi stanicí Újezdec u Luhačovic a zastávkou Biskupice u Luhačovic.

## Historie
Zastávku otevřela společnost Lokalbahn Aujezd - Luhatschowitz (česky Místní dráha Újezdec-Luhačovice) 12. října 1905, tedy současně se zprovozněním tratě z Újezdce do Luhačovic.

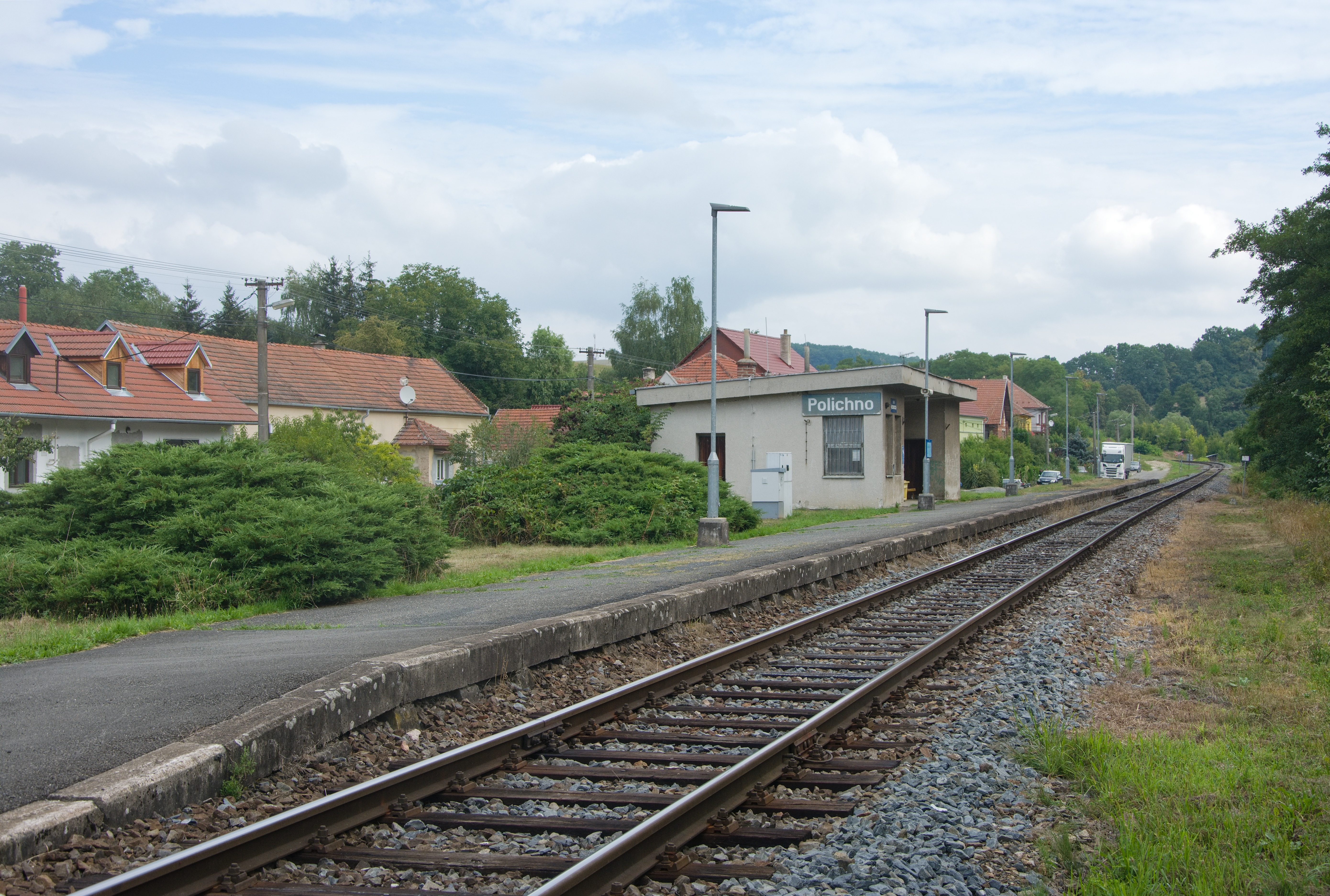
Celkový pohled na zastávku

## Popis zastávky
V zastávce je u traťové koleje zřízeno vnější nástupiště s pevnou nástupní hranou o délce 116 metrů, výška nástupní hrany se nachází 300 mm nad temenem kolejnice. Nástupiště se nachází vlevo ve směru jízdy do Luhačovic. Osvětlení v zastávce se spíná počítačem, který využívá kombinaci astrálních hodin, fotobuňky a spínacích hodin. O jízdách vlaků jsou cestující informování pomocí rozhlasu, který je ovládán automaticky z CDP Přerov.
V bezprostřední blízkosti zastávky se nachází přechod přes kolej P8037 v km 4,510, který je vybaven světelným přejezdovým zabezpečovacím zařízením bez závor.